# NGC 7456
إن جي سي 7456 التي يرمز لها بالرمز 2MASX J23021042-3934098، هي مجرة، في كوكبة الكركي.

## الاكتشاف
اكتشفت في 4 سبتمبر 1834، بواسطة جون هيرشل.